# Муданійське перемир'я

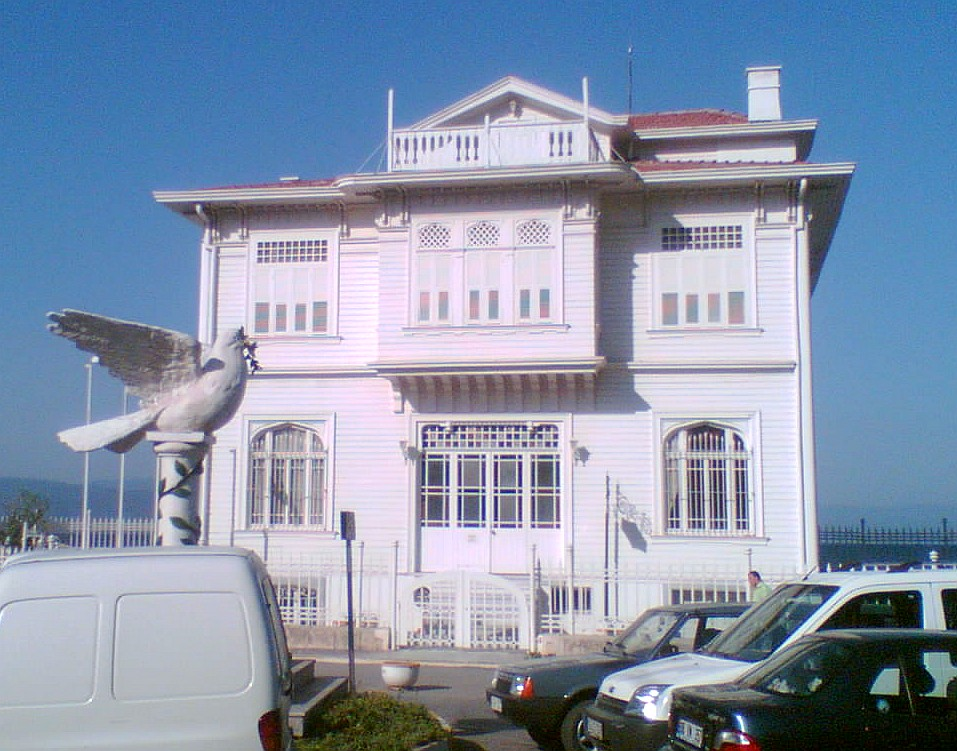
Будинок, в якому було підписано перемир'я

Муданійське перемир'я — мирна угода, підписана 11 жовтня 1922 року в Муданьї (тур. Mudanya, Туреччина) представниками Великого національного зібрання Туреччини — з одного боку, та Великої Британії, Французької республіки та Італійського королівства — з іншого. Муданійське перемир'я змінювало умови Мудросського перемир'я, реалізації якого перешкодило розгортання національно-визвольної боротьби турецького народу. 13 жовтня до мирної угоди приєдналося Грецьке королівство.

## Контекст підписання
Переговори розпочалися після поразки грецьких військ та їх евакуації з Анатолії, а також ультиматуму Великої Британії, яка загрожувала оголосити війну Туреччині за порушення умов Севрського договору. Водночас неготовність британців реалізувати свої погрози та прагнення турецької сторони уникнути прямого зіткнення сприяло переговорам.

## Основні положення
Муданійське перемир'я передбачало:
- негайну евакуацію грецьких військ зі Східної Фракії до р. Мариця;
- тимчасове, до укладення мирного договору, залишення військ союзників в Стамбулі і зоні Чорноморських проток Босфор та Дарданелли;
- Туреччина зобов'язувалась не переводити війська в зону проток і обмежитися введенням контингентів жандармерії у Східну Фракію;
- вирішено скликати у Лозанні мирну конференцію.

## Наслідки
Муданійське перемир'я завершило бойові дії під час національно-визвольної війни турецького народу проти інтервенції великих держав (Греко-турецька війна 1919—1922, Кемалістська революція). Діяло до укладення Лозаннський мирного договору 1923.